# The Postman (film)
The Postman is een Amerikaanse sciencefictionfilm uit 1997 geregisseerd door Kevin Costner die ook de hoofdrol speelt. De film is gebaseerd op een boek met dezelfde naam van David Brin.

## Plot
Een man in een post-apocalyptische wereld vindt een zak vol met brieven en besluit deze te bezorgen.

## Ontvangst
De film ontving erg slechte recensies en leed een enorm verlies toen die uitkwam in de bioscopen. De rolprent was gemaakt met een budget van 80 miljoen dollar, maar wist daarvan slechts 17 miljoen binnen te halen. De film won vijf Razzies, onder andere voor slechtste film, slechtste regie, slechtste acteur en slechtste scenario.

## Rolverdeling
| Acteur          | Personage            |
| --------------- | -------------------- |
| Kevin Costner   | The Postman          |
| Will Patton     | General Bethlehem    |
| Larenz Tate     | Ford Lincoln Mercury |
| Olivia Williams | Abby                 |
| James Russo     | Captain Idaho        |
| Tom Petty       | Bridge City Mayor    |